# Xu Xianzhe
Xu Xianzhe (xinès simplificat: 许先哲, pinyin: Xǔ Xiānzhé; Yanbian, Província de Jilin, 1984) és un autor de còmics xinés d'ètnia coreana. Es feu conegut a partir del 2015 arran de la publicació de Blades of the Guardians.
Xu treballava com a publicista, però el 2015 comença a publicar a internet els primers episodis de Blades of the Guardians, sèrie amb que es faria conegut i que exportaria al Japó.
El 2020, Ubisoft anuncià que seria el dibuixant d'una adaptació manhua del videojoc Assassins Creed.